# NGC 2661
NGC 2661 ist eine Spiralgalaxie vom Hubble-Typ Sd im Sternbild Krebs auf der Ekliptik. Sie ist schätzungsweise 178 Millionen Lichtjahre von der Milchstraße entfernt und hat einen Durchmesser von etwa 55.000 Lichtjahren. 
Das Objekt wurde am 19. März 1784 von Wilhelm Herschel entdeckt.